# Tour de l'Éraudière
La tour de l'Éraudière est un élément du petit patrimoine de la commune de Nantes, dans le département français de la Loire-Atlantique. Elle est située dans le quartier Nantes Erdre, à l'angle de la rue Coetquelfen et du chemin de l'Éraudière. Sa fonction primitive n'est pas certifiée, il s'agit vraisemblablement du vestige d'un ancien moulin à vent.

## Présentation
Cette tour en pierre située sur la rive gauche de l'Erdre est, selon l'hypothèse la plus communément admise, tout ce qu'il reste d'un ancien moulin à vent, de type « moulin turquois ». Elle devait contenir un solide pivot en bois, sur lequel était fixé, en son sommet, une cabane contenant les meubles et le mécanisme du moulin. Il existait d'autres moulins de même type à Nantes : le moulin des Quarts de Barbin et le moulin de Marville,.
Selon une autre hypothèse, il s'agirait du vestige d'une ancienne « tour à feu », sorte de phare des bords de l'Erdre au sommet duquel on allumait un feu. La question est de savoir à quoi cela aurait pu servir à cet endroit. La confusion tient sans doute au fait qu'il existe, à un kilomètre au nord, le lieu-dit La Trémissinière, nommé autrefois la « Tour Meschinière ». Une hypothèse non confirmée veut que « Meschinière » provienne de « mèche ignée », mais le lieu peut également avoir hébergé un nommé « Méchin », patronyme courant dans la région.
Une tour semblable existe sur la rive droite de l'Erdre, le moulin du Tertre.